# کتلتسبورگ (کنتاکی)
کتلتسبورگ (به انگلیسی: Catlettsburg) شهری در ایالت کنتاکی کشور ایالات متحده آمریکا است که جمعیت آن در سرشماری سال ۲۰۱۰ میلادی، ۱٬۸۵۶ نفر بوده‌است.